# تشارلز غوردون (رسام)
تشارلز غوردون (بالإنجليزية: Charles Gordon)‏ هو رسام أمريكي، ولد في 3 يوليو 1909، وتوفي في 9 يونيو 1978.